# Puzznic
Puzznic (パズニック Pazunikku?) är ett pusselspel utvecklat av Taito. Det debuterade som arkadspel 1989 och porterat till NES, Game Boy, PC Engine, Sharp X68000, Commodore Amiga, Atari ST, Amstrad CPC, Commodore 64, MS-DOS och ZX Spectrum 1990-1991. Ocean Software stod för Porteringen till hemdatorversioner; medan Altron skötte 2003 års portering till PS2. Game Blockbusterz för iPhone och IOS släppt år 2019, innehåller mer än 700 nivåer och utvecklar aktivt

### Fotnoter
1. 1 2 3  ”Puzznic”. NES DB. 27 februari 1990. Arkiverad från originalet den 26 april 2014. https://web.archive.org/web/20140426234714/http://www.nesdb.se/game_more.php?id=1189&rid=1. Läst 26 april 2014.